# 25 апреля (футбольный клуб)
«25 апре́ля» (кор. 4.25체육단?, 4.25體育團?) — футбольная команда из Северной Кореи, базирующаяся в городе Пхеньян. Клуб назван в честь даты основания Корейской народной армии.

## Достижения
- Чемпион КНДР (20): 1985, 1986, 1987, 1988, 1990, 1992, 1993, 1994, 1995, 2002, 2003, 2010, 2011, 2012, 2013, 2015, 2017, 2017/18, 2018/19, 2021/22
- Второй призёр чемпионата КНДР (2): 2014, 2016

## Участие в соревнованиях под эгидой АФК
Лига чемпионов АФК: 6-кратный участник
- 1985/86: Квалификационный этап
- 1986/87: Первый раунд
- 1987/88: Квалификационный этап
- 1988/89: Полуфинальный раунд
- 1990/91: 4-е место
- 1991/92: Групповой этап

Кубок АФК: 3-кратный участник
- 2017: Раунд плей-офф
- 2018: Раунд плей-офф
- 2019: Финалист